# Satrovói járás
A Satrovói járás (oroszul Шатровский район) Oroszország egyik járása a Kurgani területen. Székhelye Satrovo.

## Népesség
- 1989-ben 28 435 lakosa volt.
- 2002-ben 23 009 lakosa volt.
- 2010-ben 18 446 lakosa volt, melyből 16 746 orosz, 973 tatár, 120 kazah, 84 ukrán, 35 udmurt, 30 fehérorosz, 21 baskír, 17 csuvas, 14 cigány, 13 tadzsik, 13 üzbég, 10 azeri stb.